# Cryptotaenia japonica
Cryptotaenia japonica là một loài thực vật có hoa trong họ Hoa tán. Loài này được Hassk. mô tả khoa học đầu tiên năm 1855.

## Hình ảnh

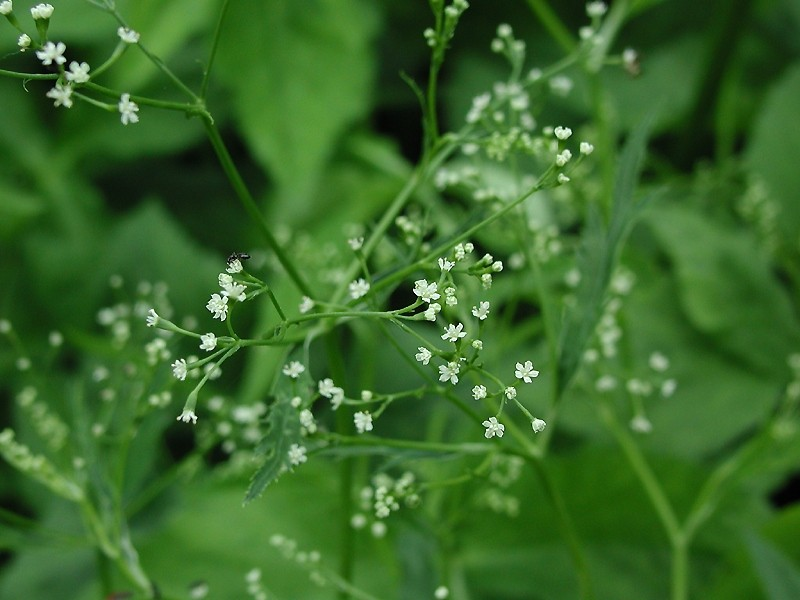
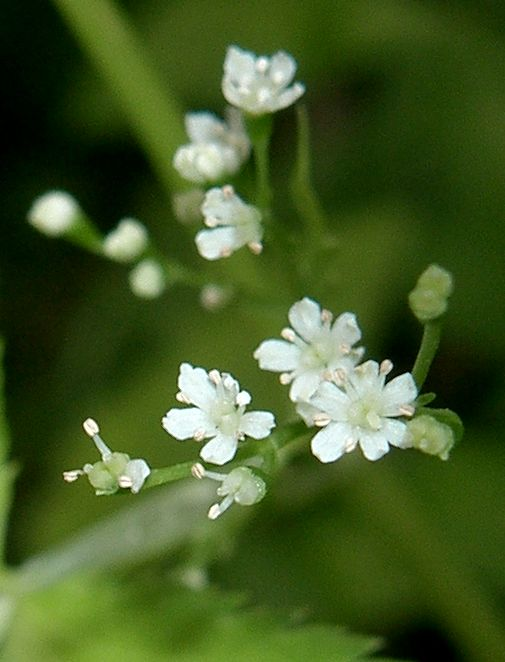
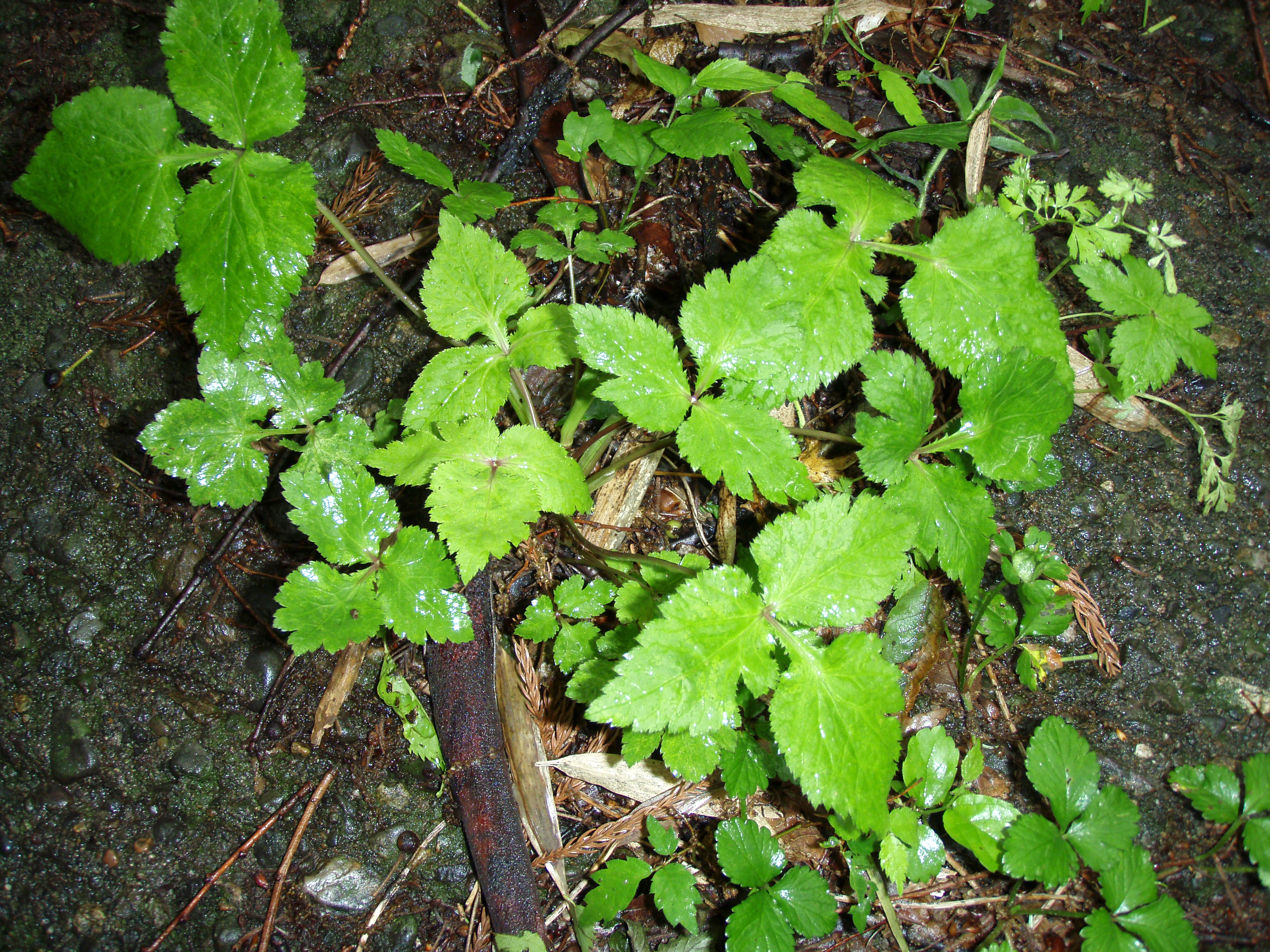
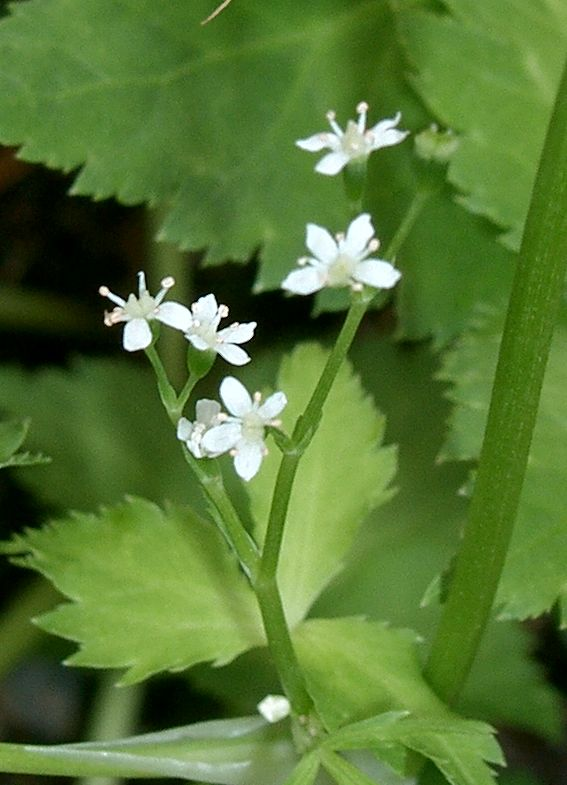